# Ryoff Karma
Ryofu Karma (呂布カルマ), né le 7 janvier 1983, est un rappeur japonais. Il est également connu en tant que personnalité personnalité de la télévision et critique. Il a également une carrière d’acteur et de doubleur. Il est considéré comme l'un des rappeurs les plus forts dans les battles de rap japonais.

## Aperçu
Sa principale caractéristique en tant que rappeur est sa puissance dans les battles de rap. Pour plus de détails, veuillez consulter la section "Évaluation".
Il est aussi une personnalité populaire à la télévision. En 2023, il est apparu dans 156 émissions de télévision.
Il a prêté sa voix pour de nombreuses publicités et est également apparu dans certaines d'entre elles. La publicité la plus célèbre est le "Tolerant Rap (寛容ラップ)" produit par AC Japan (Advertising Council) en 2022.
Ryoff a une apparence similaire à celle d'un yakuza. Dans cette publicité, on voit Ryoff rapper gentiment à une femme âgée. Cette publicité a remporté de nombreux prix en 2022.
Ryoff est également actif en tant que critique. Il est spécialisé dans la critique des modèles de maillots de bain et des mangas. Ryoff est diplômé du département d'illustration d'une université d'art. Il considère les corps des mannequins en maillots de bain comme des œuvres d'art. Durant ses études universitaires, il aspirait à devenir mangaka. Il est doué pour le dessin et la création de mangas, raison pour laquelle il se consacre souvent à la critique et à la promotion de mangas.
Ryoff n’a pas de site officiel et partage des informations sur X (anciennement Twitter). Ses déclarations sont souvent provocantes. Il se dispute souvent avec des personnes ordinaires sur les réseaux sociaux.
En septembre 2024, Ryoff a critiqué le design de la station Koiyamagata, une gare de la préfecture de Tottori. De nombreux Japonais ont critiqué les propos de Ryoff. Cependant, le gouverneur de la préfecture de Tottori a accueilli favorablement les remarques de Ryoff. Les compagnies ferroviaires ont également salué les remarques de Ryoff. Cela est dû au fait que la station "Koiyamagata" a attiré l'attention grâce aux remarques de Ryoff. La préfecture de Tottori et la compagnie ferroviaire ont immédiatement lancé une campagne. Cet événement montre que Ryoff influence la société par le biais des réseaux sociaux.

## Activités de talent
Il a percé en tant que personnalité télévisée en 2023. Cette année-là, il est apparu 156 fois à la télévision et s'est classé 8e dans la liste des « Talents émergents de 2023 ».
Pourquoi est-il populaire en tant que personnalité télévisée ? Voici quelques raisons.
- Apparence unique : Il ressemble à un yakuza japonais traditionnel[15].
- Sens de l'humour : Sa façon de parler ressemble à celle d’un comédien[16].
- Même lorsqu'il fait des déclarations extrêmes, personne ne se met en colère : Il est parfait pour les émissions de débats[17].
- Politesse : Il a travaillé comme employé d'entreprise ordinaire jusqu'à l'âge de 33 ans. Il a également deux enfants[18].
- Il est rappeur : Il est rare que des rappeurs apparaissent dans des émissions de télévision japonaises[14].
- Éduqué : Il est diplômé d'une université d'art[5].
- Capable de traiter des sujets difficiles : Il anime une émission de radio hebdomadaire qui accueille des universitaires[19].

L'une des personnalités télévisées les plus populaires au Japon est Matsuko Deluxe. Les médias ont comparé Ryoff à Matsuko Deluxe, affirmant : « Ryoff pourrait devenir comme Matsuko Deluxe. »
Matsuko est un travesti homosexuel qui a gagné en popularité depuis le monde underground. Ryoff partage deux traits avec Matsuko : une apparence distinctive et un parcours issu de l’underground.
Alors que Ryoff gagnait en popularité, le nombre de personnes qui ne l'appréciaient pas a également augmenté. Au premier semestre 2023, il s'est classé 3e dans le classement des « personnalités télévisées dont la popularité a augmenté mais qui ne sont pas acceptées ».

## Lectures supplémentaires
- Ryofu Karma『L'homme qui ne vacille pas(ブレん人)』2023. Cosmic Publishing  (ISBN 978-4774792873)
- 『Ryofu Karma 1er Photobook』2023. One Publishing.  (ISBN 978-4651204123)